# شاهین تقی‌اف
شاهین تقی‌اف (ترکی آذربایجانی: Şahin Tağıyev) قهرمان ملی جمهوری آذربایجان و از نظامیان آذربایجانی حاضر در جنگ قره‌باغ است.

## زندگی‌نامه
شاهین تقی‌اف ۳ فوریه سال ۱۹۴۹، در شهرستان ترتر آذربایجان شوروی چشم به دنیا گشود. تا پایه ۵-ام در مدرسه شماره ۲۰۸ در شهرک بلبله درس خوانده و بعد در پرورشگاه شماره ۱۲ در باکو به ادامه آموزش و پرورش و زندگی‌اش پرداخت. بعد وارد هنرستان شد. در پی آنکه در سال ۱۹۶۹ دانش‌آموخته شد، برای کسب اشتغال به استان اودمورت شوروی عازم شد.

## جنگ قره‌باغ
شاهین تقی‌اف همزمان با شروع مناقشه قره‌باغ کوهستانی در جنگ حضور پیدا کرد. او در نبردهایی در مناطق ترتر، سی سولان و «یاریمجا» شرکت داشت. او که سرباز گردان «قورتولوش» بود، بعد از مدتی به فرماندهی این گردان تعیین شد. وی هم‌اکنون در کشور سوئد سکونت دارد.

## خانواده
شاهین تقی‌اف متأهل و دو فرزند را داراست.

## نشان
بر اساس فرمان شماره ۶ ریاست جمهوری آذربایجان به تاریخ ۲۳ ژوئن سال ۱۹۹۲، به شاهین تقی‌اف نشان قهرمان ملی این کشور اعطاء شد.